# Betta edithae
Betta edithae es una especie de pez de agua dulce de la familia Osphronemidae.

## Distribución
Se lo encuentra en las cuencas de agua dulce de las islas de Sumatra, Borneo, Bintan, Bangka y Belitung en Indonesia.

## Taxonomía
Betta edithae fue descrita por primera vez por el ictiólogo alemán Jörg Vierke en 1984.